# Агрооселя

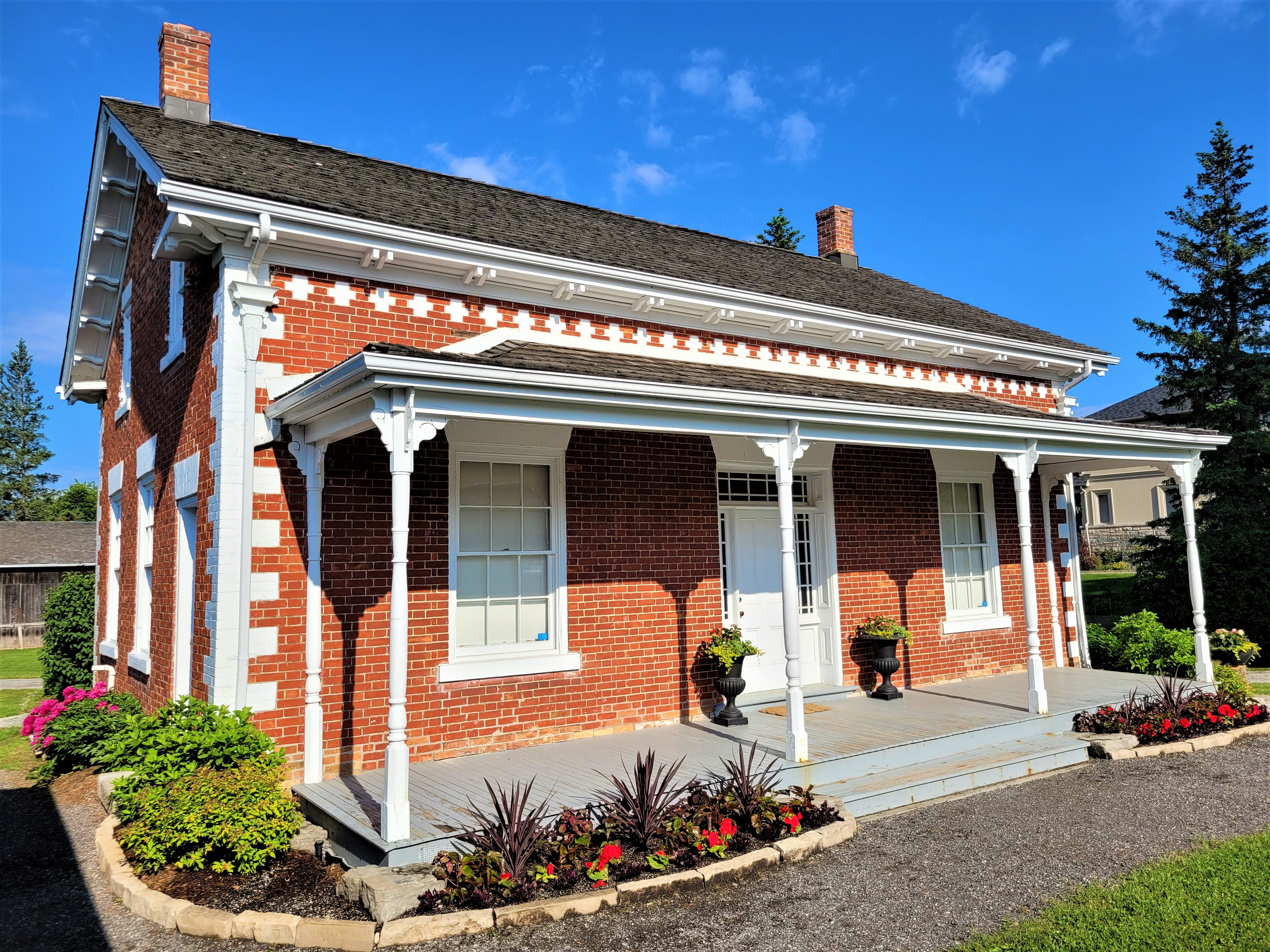
Агрооселя, Онтаріо

Агроосе́ля — форма житла, призначена для рекреаційної діяльності при агротуризмі. Загалом це житлове приміщення, що знаходиться в сільській місцевості, містить не більше п'яти кімнат (залежно від категорії житла), пристосованих для проживання туристів, і належить на правах приватної власності господарю, який займається сільськогосподарською діяльністю або зайнятий у сфері обслуговування чи соціальній сфері села.
Термін агрооселя, як і вищенаведене визначення був запропонований діячами неприбуткової громадської організації Спілка сприяння сільського туризму в Україні. Необхідність введення цього визначення обумовлюєтся потребами закріпелення в законодавстві України пільг для власників невеликих осель, що надають туристичні послуги, з можливістю застосування пільг на відміну від приватних мініготелів.
Бресський будинок (французька: Ferme bressane) — це тип фермерського будинку, який зустрічається в регіоні Бресс і характеризується своєю довгою довжиною, цегляними стінами та дерев'яним дахом. A Mas — традиційний фермерський будинок, унікальний для Провансу та Південної Франції.